# Rosamund Kwan
Rosamund Kwan (Hongkong, 1962. szeptember 24.) hongkongi színésznő. Pályafutása során több mint hatvan filmet forgatott, legismertebb szerepe a 13-as nagynéni Jet Li Kínai történet-sorozatában, de játszott Jackie Chan, Yuen Biao és Sammo Hung partnereként is. Első filmjében Chow Yun-fattel forgatott. 2005-ben készítette utolsó filmjét, 2010-ben pedig bejelentette, hogy visszavonul.

## Ismertebb filmjei
- Istenek fegyverzete (1987)
- A nagy balhé 2. (Project A II) (1987)
- Kínai történet (1991)
- A kard mestere 2. (1991)
- Kínai történet 2. (1992)
- Kínai történet 3. (1993)
- Dühöngő kard (1993)
- Kalózok bosszúja (Kínai történet 4.; már nem Jet Li-vel; 1994)
- Szerencsevadászok (1995)
- Dr. Wai, a láda szelleme (1996)
- Ferde forgatás (2001)